# Intubació traqueal

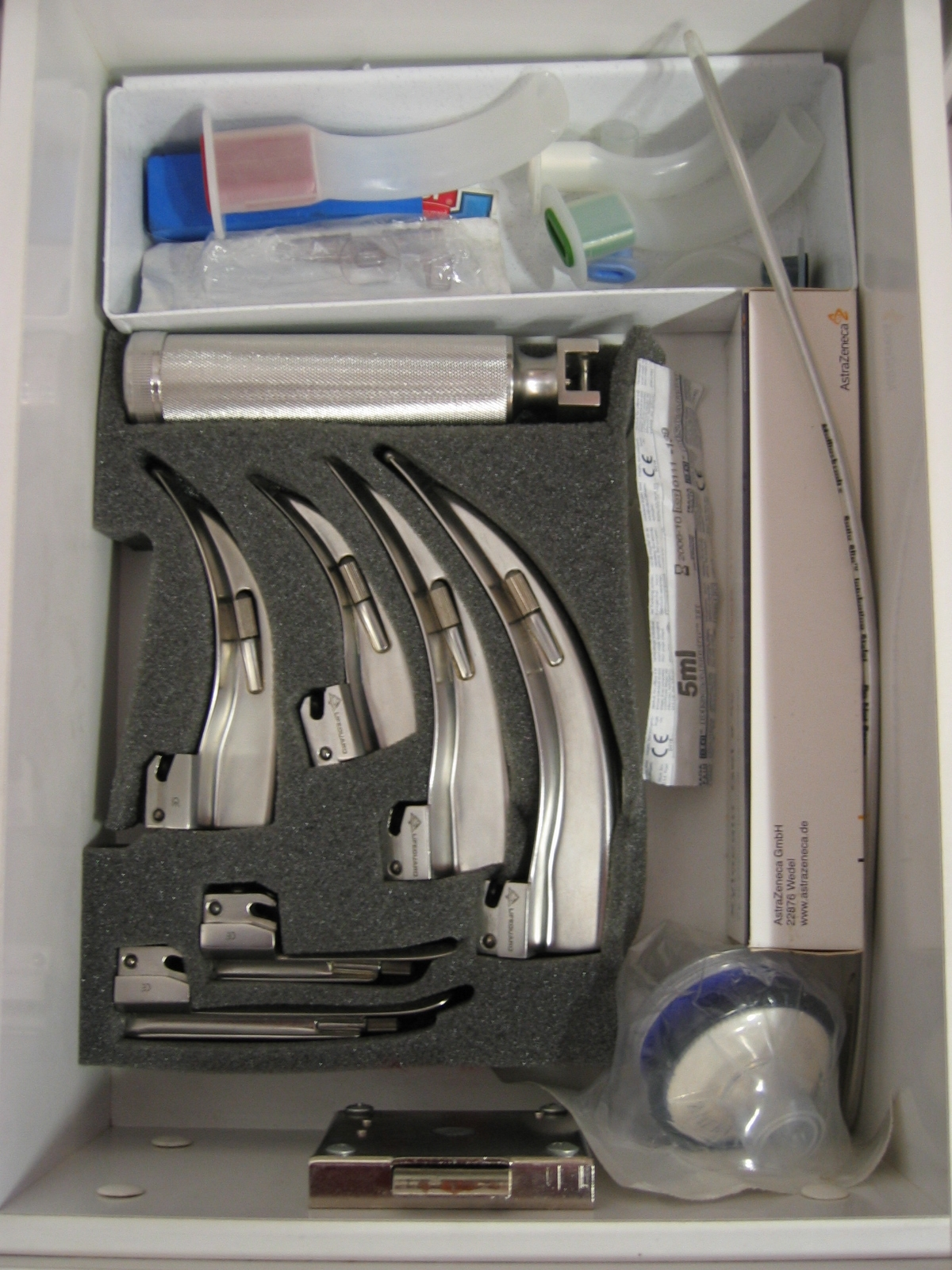
Conjunt d'intubació (laringoscopi d'intubació amb espàtules de Macintosh, tub de Guedel, bloc d'inserció i filtre bacterià)

La intubació traqueal, que en general s'anomena només intubació, consisteix en la col·locació d'un tub de plàstic flexible per la tràquea a fi de mantenir obertes les vies respiratòries o per a servir com un conducte a través del qual administrar certs medicaments. Es realitza amb freqüència en els pacients amb lesions crítiques, malalts o anestesiats per a facilitar la ventilació dels pulmons, incloent la ventilació mecànica, i per a evitar una eventual asfixia per obstrucció de les vies respiratòries.
La ruta més utilitzada és l'orotraqueal, en què un tub endotraqueal passa a través de la boca, la laringe i fins a la tràquea.
En un procediment nasotraqueal, un tub endotraqueal passa a través del nas en comptes de per la boca.

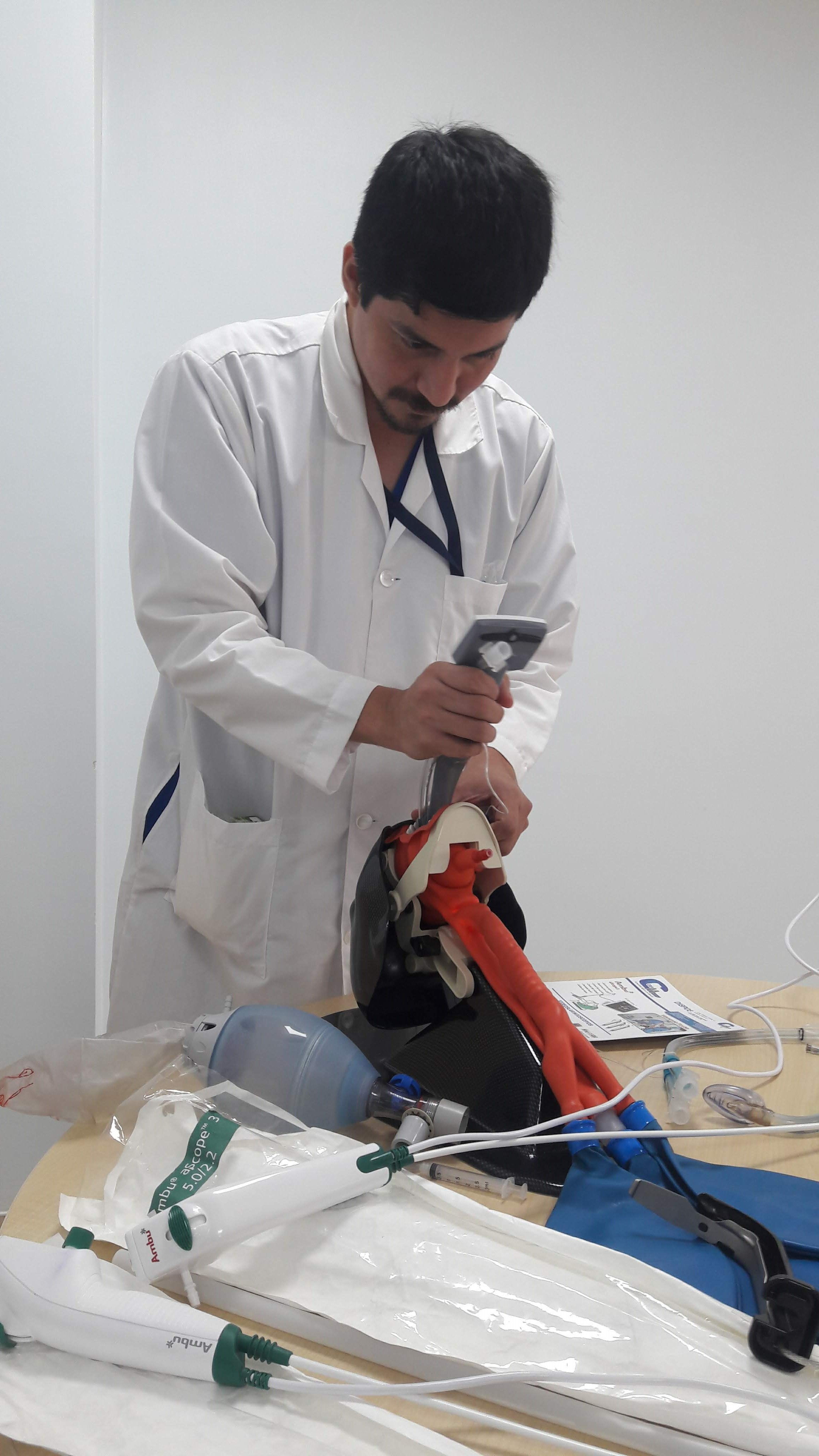

Altres mètodes d'intubació consisteixen en cirurgia, i inclouen la cricotirotomia (utilitzat gairebé exclusivament en casos d'emergència) i la traqueotomia, que s'utilitza principalment en situacions en què es preveu la necessitat de suport prolongat de les vies respiratòries.